# Pobloth
Pobloth war eine von 1928 bis 1945 bestehende Landgemeinde in der preußischen Provinz Pommern. 
Die Gemeinde wurde im Jahre 1928 gebildet: Im Rahmen der Auflösung der Gutsbezirke in Preußen wurden die Landgemeinde Groß Pobloth, der Gutsbezirk Groß Pobloth und der Gutsbezirk Klein Pobloth zu einer neuen Landgemeinde zusammengefasst, die den Namen „Pobloth“ erhielt. In der Gemeinde Pobloth wurden im Jahre 1933 478 Einwohner gezählt, im Jahre 1937 440 Einwohner in 90 Haushalten und im Jahre 1939 noch 426 Einwohner in 96 Haushalten.
Bis 1945 gehörte die Gemeinde Pobloth zum Kreis Kolberg-Körlin in der preußischen Provinz Pommern. In der Gemeinde wurden amtlich die Wohnplätze Groß Pobloth, Klein Pobloth und Vorwerk Groß Pobloth geführt.
1945 kam die Gemeinde Pobloth, wie ganz Hinterpommern, an Polen. Die Einwohner wurden vertrieben. Heute gehört Klein Pobloth zur Gmina Gościno (Gemeinde Groß Jestin) im Powiat Kołobrzeski (Kolberger Kreis), Groß Pobloth hingegen zur Gmina Karlino (Gemeinde Körlin) im Powiat Białogardzki (Belgarder Kreis).